# Ludowa Republika Konga
Ludowa Republika Konga (fr. République populaire du Congo) – marksistowsko-leninowskie państwo socjalistyczne, które zostało założone w 1969 w Republice Konga. Kierowane było przez Kongijską Partię Pracy (francuski: Parti congolais du travail, PCT), istniało do 1991, kiedy to, po rozwiązaniu Związku Radzieckiego, przywrócono wcześniejszą nazwę kraju.

## Demografia
W 1988 roku republika liczyła 2 344 685 mieszkańców, w tym 15 różnych grup etnicznych. Większość mieszkańców pochodziła z takich plemion jak: Kongo, Sangha, M’Bochi lub Teke. Francuski był językiem urzędowym, innymi rozpoznawanymi językami były kikongo i lingala. Większość ludności zamieszkiwała obszary miejskie, takie jak Brazzaville. Umiejętność czytania i pisania wynosiła 80%. Istniała także wysoka śmiertelność niemowląt.

## Historia

### Tło wydarzeń
Alphonse Massamba-Débat, został prezydentem Republiki Konga w 1963, kiedy to, po wielu strajkach, lud obalił jego poprzednika - Fulbert Youlou. Był pierwszym afrykańskim przywódcą, który otwarcie prowadził politykę niekapitalistyczną. W 1964 ogłosił system jednopartyjny wokół własnej grupy politycznej, Ruchu Rewolucji Narodowej (Mouforcement National de la Révolution). W 1965 roku znacjonalizowano szkoły, które wcześniej, w większości, należały do misji chrześcijańskich prowadzonych w Kongu. Rząd zaczął utrzymywać pozytywne stosunki ze Związkiem Radzieckim i Chinami, a także opowiadał się za bardziej radykalnymi państwami afrykańskimi na forach światowych.

### Powstanie państwa

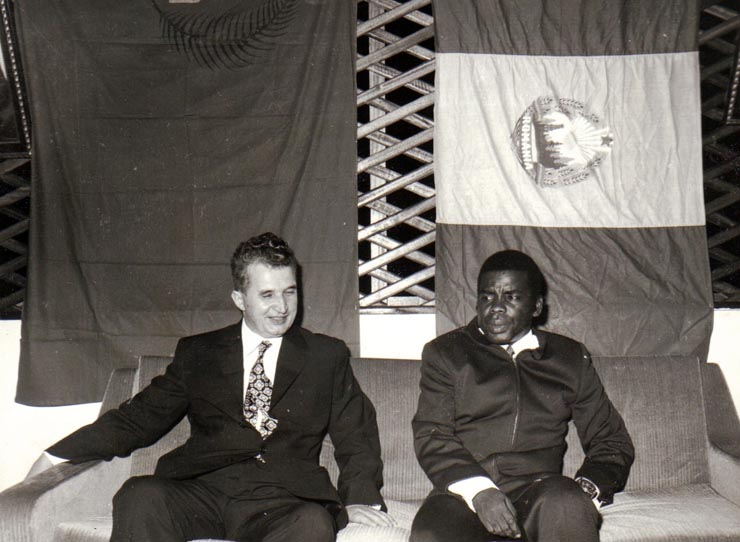
Prezydent Marien Ngouabi z przywódcą Rumunii Nicolae Ceaușescu (1972)

Niepowodzenia polityczne Massamba-Débat doprowadziły do przewrotu wojskowego, wskutek którego, w 1968 roku, zastąpiono ówczesnego prezydenta nową osobą - Marienem Ngouabi. Dnia 31 grudnia 1969 roku oficjalnie zmieniono nazwę państwa na Ludową Republikę Konga, a Ruch Rewolucji Narodowej zastąpiony został Kongijską Partią Pracy(Parti Congolais du Travail; PCT).

### Rozwój państwa
W marcu 1977 Ngouabi został zamordowany. Jego następcą został konserwatywny polityk płk. Joachim Yhombi-Opango, pełnił urząd prezydenta przed dwa lata, po czym, w 1979, został zmuszony do rezygnacji z urzędu.
W 1979 na następcę Yhombi-Opango wybrany został Denis Sassou-Nguesso.
Sassou-Nguesso reprezentował bardziej militarny odłam PCT, natychmiast wprowadził nową konstytucję, mającą stanowić pierwszy krok w kierunku budowania społeczeństwa marksistowsko-leninowskiego. Poprawił stosunki z Francją i innymi krajami zachodnimi.
W 1981 roku rząd podpisał traktat o przyjaźni i współpracy ze Związkiem Radzieckim.
Reżim prowadzony przez rząd stał się bardziej umiarkowany. W 1985 roku zadłużenie kraju przekroczyło 1,5 mld USD, a spłata długów pochłaniała 45 procent dochodów państwa.

### Schyłek Ludowej Republiki Konga
W 1990 roku Sassou zadeklarował, że będzie się starał dążyć do państwa wielopartyjnego. PCT odrzuciła idee marksistowskie ze swojego programu.
W 1991 roku opracowano nową konstytucję, która została przyjęta w referendum przeprowadzonym w marcu 1992 roku. W konstytucji przywrócono poprzednią nazwę państwa – Republika Konga – oraz przywrócono system wielopartyjny.

## Głowy państwa
- 1970–1977 Marien Ngouabi
- 1977–1979 Joachim Yhombi-Opango
- 1979–1992 Denis Sassou-Nguesso